# (9343) 1991 PO11
A (9343) 1991 PO11 a Naprendszer kisbolygóövében található aszteroida. Henry Holt fedezte fel 1991. augusztus 9-én.